# Стюарт Макдональд
Стюарт Малкольм Макдональд (англ. Stewart Malcolm McDonald; нар. 24 серпня 1986) — шотландський політик, член Шотландської національної партії, депутат Британського партламенту.

## Біографія
Народився 24 серпня 1986 року у Глазго. Коли йому було 5 років, сім'я Макдональдів переїхала до Говані.
У 2015 році був обраний до Британського парламенту від Шотландської національної партії з 54.9 % голосі на своєму окрузі. Був членом Комітету з питань закордонних справ у Палаті громад.
Після парламентських виборів у 2017 році зберіг свою позицію члена парламенту.

## Особисте життя
Стюарт Макдональд є відкритим геєм.

## Нагороди
- орден «За заслуги» ІІІ ступеня (23 серпня 2019) — за вагомий особистий внесок у зміцнення міжнародного авторитету України, розвиток міждержавного співробітництва, плідну громадську діяльність[7];